# Грак
Грак, або гайворон, діалект. грайворон (Corvus frugilegus) — птах середнього розміру з роду круків з родини воронових.

## Опис
Граки — доволі великі птахи, їх довжина сягає від 44 до 46 см, а розмах крил становить від 81 см і майже до одного метра. Вага становить від 337 до 531 г. Є слабкий статевий диморфізм — самці трохи більші за самиць. Як для своїх розмірів граки мають порівняно великі дзьоби, які застосовують для пошуку їжі та поїдання комах. Тіло грака повністю чорне, окрім дзьоба. Трохи менше половини дзьоба (ближче до голови) має колір близький до бежевого, решта — темно-сіра. Очі в грака чорні й розташовані біля самого дзьоба.

## Харчування

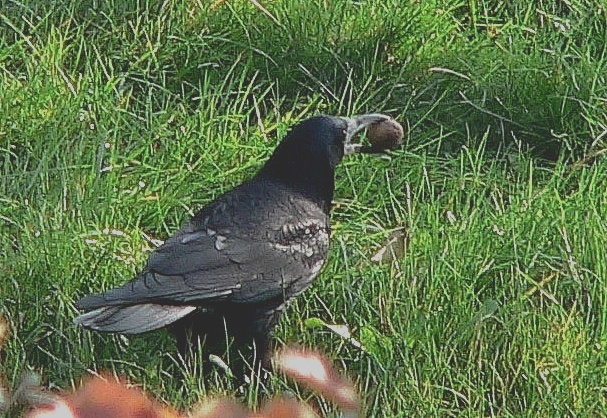

Граки харчуються тваринною та рослинною їжею, проте головним чином здобувають хробаків та личинок комах. Їх граки знаходять на землі або виколупують дзьобом. Саме тому граки часто тримаються на зораних полях. У містах птахи живляться харчовими відходами, тому часто залишаються на зиму.
Грак є корисним птахом для сільського господарства, бо знищує багато комах-шкідників та іноді мишоподібних гризунів. Граки дістають їжу з смітників і харчуються падаллю.

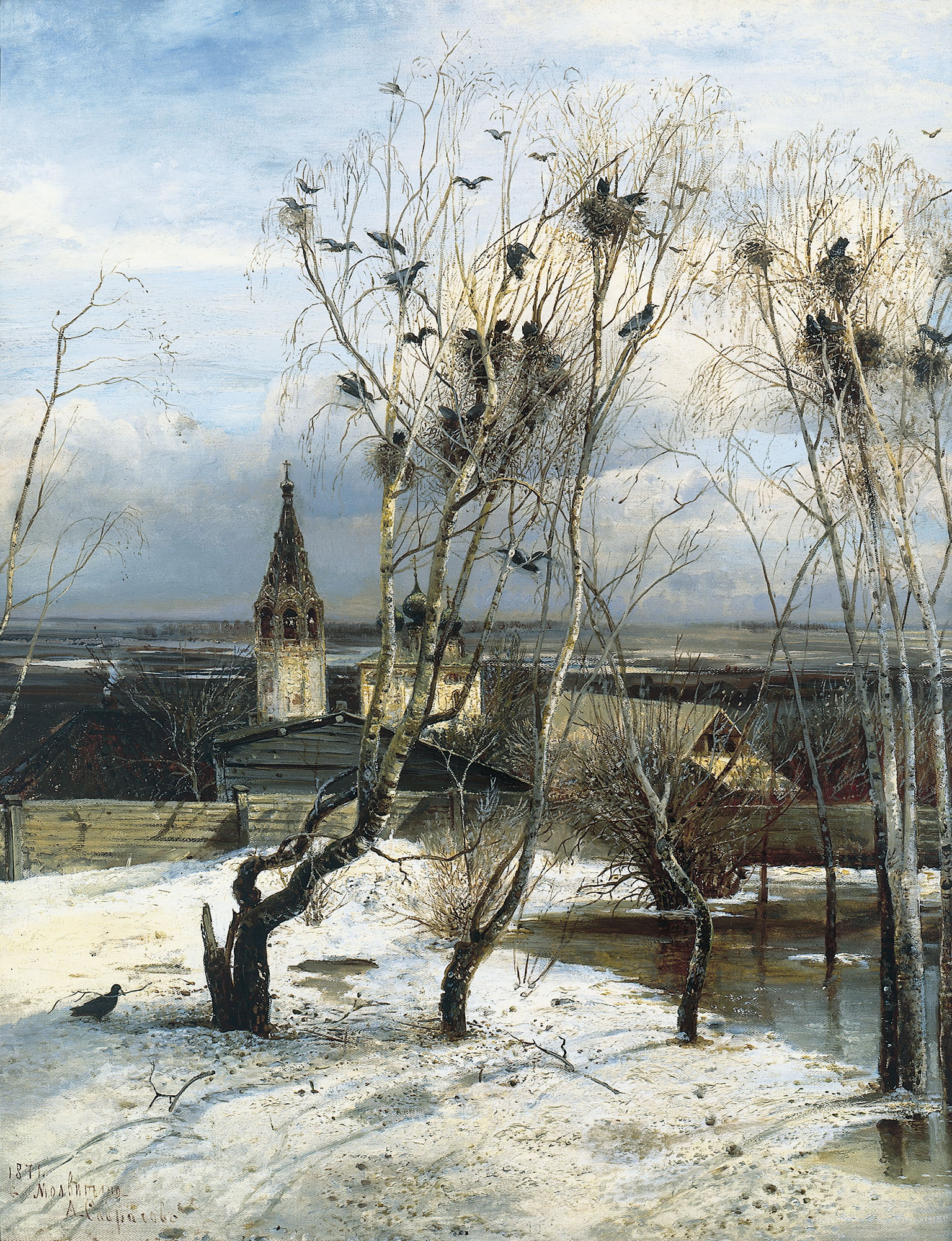
Картина О. Саврасова «Граки прилетіли» (1871 р.)

## Гніздування та розмноження

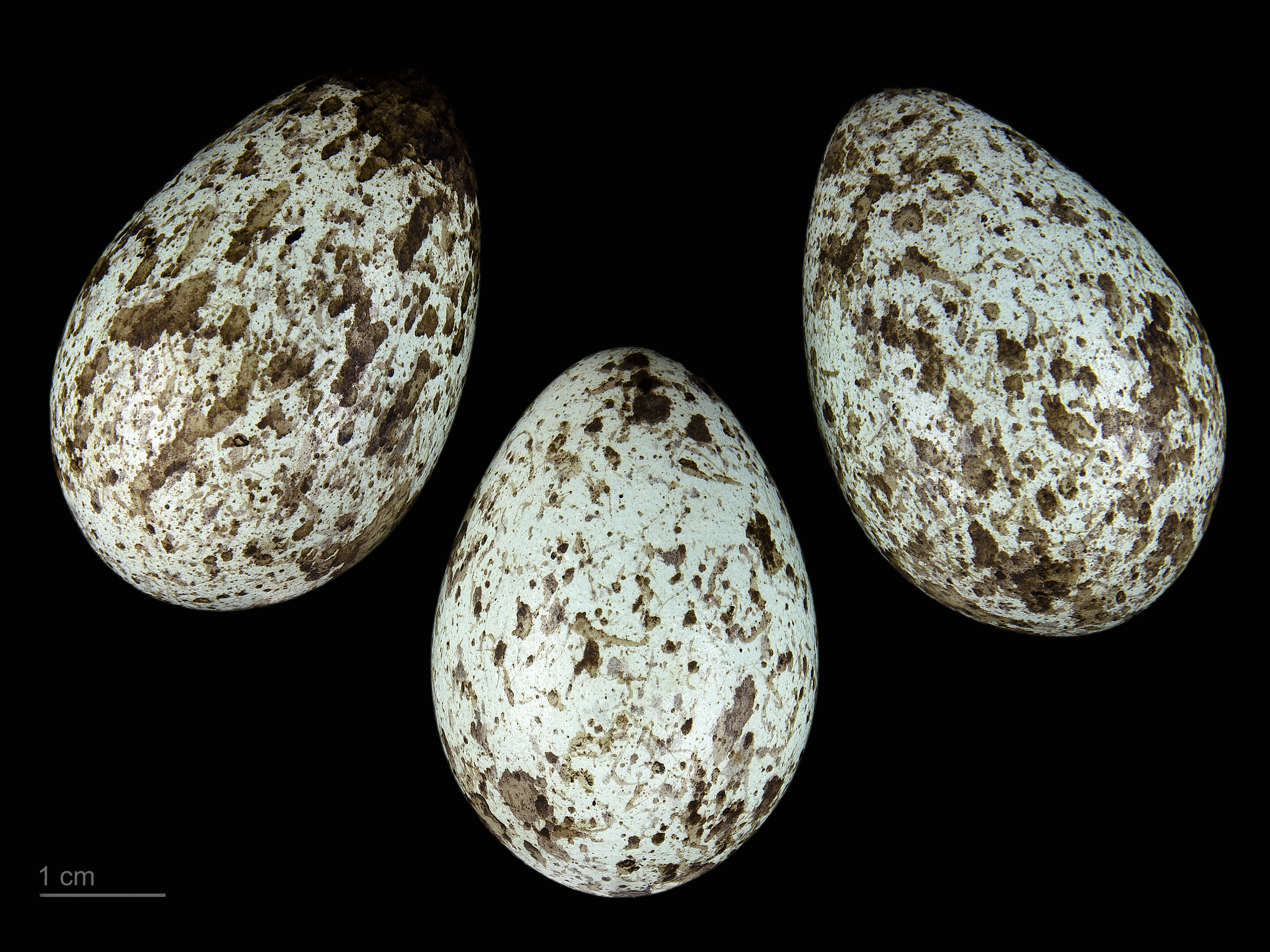
яйце Corvus frugilegus - Тулузький музей

Граки будують багаторічні гнізда на високих деревах. Часто утворюють колонії з десятків і сотень гнізд. Іноді граки тримаються групами з іншими вороновими. У степу можуть будувати гнізда невисоко від землі, у містах — на опорах ліній електромереж. Будувати нові або ремонтувати старі гнізда граки починають наприкінці березня, холодною весною — пізніше. На початку квітня самиця відкладає 3 — 5 зеленуватих з крапинками яєць розмірами 29×40 мм. Після 18 — 20 діб висиджування вилуплюються сліпі та голі граченята. Самиця сидить з ними три тижні, весь цей час самець годує і самку, і пташенят. Оперення формується до 32—33 діб віку, далі молоді граки залишають гніздо.

## Поведінка
Граки разом з іншими представниками ряду воронових мають розумові можливості, вищі не лише серед птахів, а й серед більшості тварин. Численні спостереження доводять, що граки керуються не лише інстинктами, а й інтелектом. Це виявляється у розумінні ними деяких фізичних процесів та вмінні рахувати кількість речей.
Так, у одному з досліджень граки не могли дістатися до хробака, який плавав у вузькій високій склянці з водою. Її неможливо було перекинути, тому птахи здогадалися кидати камінці до склянки. Граки швидко зрозуміли: що більші камінці будуть у воді, то швидше підійметься її рівень.

## Ареал

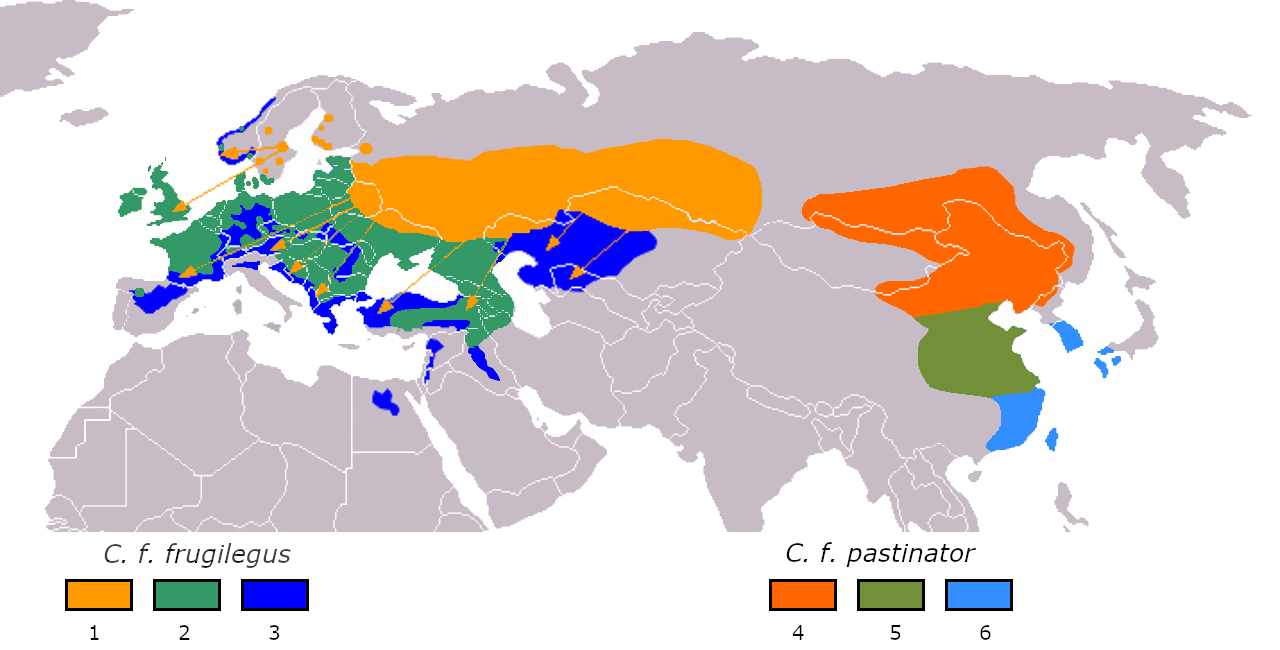
ареали підвидів
C. f. frugilegus:
світло-помаранчеве — гніздування перелітних граків, стрілками показано місця зимівлі;
зелене — перелітні та осілі птахи;
темно-блакитне — місця зимівлі перелітних та гніздування осілих граків;
синє — місця зимівлі.
C. f. pastinator:
темно-помаранчеве — гніздування;
блакитне — місця зимівлі.

У північній частині ареала граки — перелітні птахи, в південній, де нема стійкого снігового покрову, — осілі. Міграції відбуваються навесні у березні та восени у жовтні — листопаді. Невелика популяція є в Нової Зеландії, куди граки були завезені людиною у XIX столітті. Іноді птахи трапляються в Ісландії та на Фарерських островах. Європейська популяція граків нараховує понад 10 мільйонів пар.
В Україні до початку березня зимують граки з півночі, згодом, щонайпізніше до початку квітня, замість них прилітають з півдня перелітні птахи. Відлітають з місць гніздування у жовтні — на початку листопада. Перед перельотами згуртовуються у зграї з кількасот птахів.

## Відмінності від схожих птахів
Відмінності грака від інших чорних схожих воронових птахів, ареал яких є спільним з граком, є такими:
- У крука кошлате пір'я, «борода» під дзьобом. Крук більший розміром і не живе у містах. Грак каркає зі слабшим звуком «р».
- Чорна ворона має повністю чорний дзьоб. Також грак має пряміший та гостріший дзьоб. Чорна ворона в Україні майже не зустрічається.
- Галка менша та кругліша, має круглішу голову та менший дзьоб. Голова та верх спини в неї темно-сірого кольору. Крик галки вищий та дзвінкіший.

## Походження назви
Слово грак походить від прасл. *grakati «каркати» (порівняйте з рос. гракать, церк.-слов. гракати).
Слово гайворон (грайворон), походить від прасл. *gajьvornъ, *gavornъ, що своєю чергою утворене з дієслівної основи *ga(j)- (уживаної зокрема в давньоруському гаяти «каркати») й іменника *vornъ «ворон, крук».
(У праслов'янській «каркати» виводять у декількох варіантах: *grakati, *grajati, *gajati.)
Латинська назва, яку дав Карл Лінней у 1758 році, Corvus frugilegus, означає «крук — збирач фруктів». Така назва взята з порівняння граків із мурахами, яке зробив давньоримський поет Овідій у своїх «Метаморфозах».